# Gustave Courbet
Jean Désiré Gustave Courbet (10. lipnja 1819. – 31. prosinca 1877.), francuski samouki slikar; utemeljitelj nove škole realizma, koja je u doba radikalnog akademizma značila revoluciju umjetničkog izraza; jedan od prvih umjetnika koji su radili u prirodi. Odbacio je romantične pejzaže i idealiziranje ljudi i prizora, izvršivši ogroman utjecaj na cjelokupno europsko slikarstvo sredinom 19. stoljeća.

## Courbet i realizam
Pripadao je post-romantičarskoj generaciji francuskih umjetnika kojoj su pripadali i Honoré Daumier, Jean-François Millet, Gustave Flaubert i Charles Baudelaire. No, Courbetova se djela ne mogu svrstati u tada prevladavajuće struje – romantizam i neoklasicizam, jer se Courbet smatra začetnikom i najznačajnijim predstavnikom novog slikarskog pravca – realizma. Štoviše, Courbet je sam zaslužan za nastanak pojma "realizam".  Tako je 1851. godine za jedne francuske novine provokativno rekao: "Ja nisam samo socijalist, već i demokrat i republikanac također, a iznad svega sam Realist...jer biti Realist znači biti pravi ljubitelj iskrene istine."  Međutim, sam Courbet sebe nije smatrao pripadnikom nijedne škole što svjedoče njegova pisma. U dobi od pedeset godina u jednom je pismu napisao:  "...oduvijek sam živio u slobodi; oslobodite mene i moj život; kada umrem neka sljedeće bude o meni rečeno: Nije pripadao nijednoj školi, nijednoj crkvi, nijednoj instituciji, nijednoj akademiji, a osobito nijednom režimu, osim režimu slobode."

## Životopis
Rođen je 10. lipnja 1819. u mjestu Ornans u Francuskoj. Njegovi roditelji su bili bogati zemljoposjednici i osim Gustavea, koji im je bio najstarije dijete, imali su i četiri kćeri. Godine 1831., u dobi od dvanaest godina Courbet upisuje religioznu osnovnu školu gdje prima prve poduke iz crtanja i slikanja. Njegov tadašnji učitelj crtanja bio je sljedbenik predromantičarskog slikarstva Antoinea Jeana Grosa. Godine 1837. nastavlja svoje školovanje u Collège de Besançon. Ondje uzima poduke iz crtanja kod bivšeg Davidova učenika, klasicističkog slikara Charles-Antoinea Flajoulota, koji je ujedno bio i ravnatelj École des Beaux-Arts u Besançonu. Iste godine upoznaje i pjesnika Maxa Buchona. Kao mladi maturant 1839. godine odlazi u Pariz gdje započinje studij prava. Ubrzo odustaje od studija prava te se posvećuje studiranju slikarstva na nezavisnim slikarskim akademijama Suissea, Augustea Hessa i Charlesa von Steubena.   Nedugo nakon dolaska u Pariz Courbet upoznaje genre-slikara Françoisa Bonvina i preko njega se susreće s umijećem kopiranja slika starih majstora u Muséeu de Luxembourg i Louvreu. Otkriva slikarstvo talijanske renesanse, umjetnost baroka na sjeveru te djela Vélazqueza, Zurbarána i Murilla.
Courbetova povezanost s krajem u kojem je rođen predstavlja za njega neiscrpan izvor inspiracije te se on svake godine vraća u Ornans gdje 1844. otvara atelje kao dodatak pariškom ateljeu. Godine 1846. putuje u Nizozemsku i Belgiju gdje pročava Rembrandtove autoportrete. Iz toga razdoblja njegova života nije opstalo mnogo djela jer je Courbet većinu svojih ranijih radova uništio, poštedivši samo nekoliko portreta i prve velike historijske prikaze, na kojima se očituje utjecaj romantizma. U Parizu se kreće u boemskim krugovima te se druži s filozofima, umjetnicima, piscima, kritičarima i novinarima. Poznatiji među njima bili su Charles Baudelaire, Pierre-Joseph Proudhon, Champfleury, Camille Corot i Honoré Daumier. Njihovo glavno okupljalište bila je pivnica Andler, koju je Champfleury nazvao "hramom realizma" i "Courbetovim istinskim ateljeom".
Godine 1847. rađa mu se sin Désiré u vanbračnoj vezi s Virginie Binet. Do 1848. na Salonu de Paris su mu izložene samo tri slike, a 1848. ukida se konzervativni žiri Salona te Courbetovih svih deset prijavljenih slika ulaze u Salon.
Godine 1849. na izložbi Salona izlaže Poslije večere u Ornansu. Courbet se vraća u Ornans 1850. gdje slika veliku "trilogiju" realističnog slikarstva koju čine Kamenolomci (ili Tucači kamena), Pogreb u Ornansu i Seljaci iz Flageya vraćaju se sa sajma. Godine 1853. na Salonu je izložena slika Kupačice, prvi Courbetov skandalozni akt. Godine 1854. odlazi u Montpellier kod Alfreda Bruyasa, kolekcionara umjetnina i radi sliku Bonjour Monsieur Courbet koja učvršćuje njihovo prijateljstvo i suradnju. Courbet u to vrijeme počinje planirati veliku sliku, pravu alegoriju koja bi sažimala sedam godina njegovog života kao umjetnika.
Odbijen na Salonu u Parizu 1855. godine, priređuje samostalnu izložbu u drvenoj baraki koju naziva Pavillion de Réalisme (Paviljon realizma). Na izložbi su bila izložena njegova velika platna (Stvarna alegorija i Pogreb u Ornansu), a u katalogu se nalazio i njegov „Manifest realizma“. Javnost i kritika ga žestoko napadaju, dok ga oduševljeno prihvaćaju u Njemačkoj (njemački slikari minhenskog kruga oko W. Leibla, u kojem su se formirali i hrvatski slikari moderne). Courbet zapravo nastavlja tradiciju realizma francuskog slikarstva od Le Naina preko Chardina i vlastitih suvremenika Milleta i Daumiera.
Courbetov Paviljon realizma predstavlja njegovu prvu značajnu samostalnu izložbu pod nazivom "Izložba i prodaja 40 slika i 4 crteža iz djela M. Gustavea Courbeta". Godine 1858. živi u Frankfurtu gdje mu gradska Akademija posuđuje atelje. Godine 1859. upoznaje slikara Eugènea Boudina čijim se morskim pejsažima divio dok je bio u Le Havreu. Tijekom 1860-ih Courbet u nekoliko navrata posjećuje obalu Normandije te se neko vrijeme zadržava u Deauvilleu, Trovilleu i Étretatu.
Godine 1861. Courbet otvara atelje zajedno s učenikom Fantin-Latourom, međutim zatvara ga nakon samo nekoliko mjeseci. Godine 1862. odlazi u Charente i boravi u château de Rochemont, koji je bio dom njegova prijatelja i pokrovitelja Étiennea Baudryja. Ondje slika niz mrtvih priroda s cvijećem. Godine 1863. raskida prijateljstvo s Champfleuryjem. Iste godine daje graditi "chalet Courbet" na ulazu u Ornans kao zamjenu za atelje koji je koristio u središtu grada. 1865. dopisuje se s Victorom Hugoom o mogućnostima za portret. Obitava u Trouvilleu s američkim slikarom Jamesom Whistlerom i slika postumni portret Proudhona s djecom kao genre-scenu.
Courbet ulazi u politiku 1871. godine te obnaša različite dužnosti u Pariškoj Komuni kao predsjednik Federacije umjetnika, kojoj je bila svrha boriti se za slobodno i necenzurirano širenje umjetnosti. Odbija medalju legije časti – titulu Napoleona III., što ga je učinilo veoma popularnim među protivnicima vladajućeg režima. 
Kao aktivni sudionik Pariške Komune djelovao je kao predsjednik "Odbora za čuvanje muzejskih starina" i na njegov je prijedlog srušen Napoleonov stup na Trgu Vendome u Parizu zbog čega je uhićen 7. lipnja 1871. i osuđen na šest mjeseci zatvora, koje provodi slikajući mrtve prirode s voćem. Godine 1872. Paul Durand-Ruel organizira izložbu Courbeta u svojoj galeriji u Parizu. U isto vrijeme Ernest Meissoneier, predsjednik salonskog žirija nastoji zabraniti izlaganje Courbetovih slika. Država plijeni njegova djela. Godine 1874. tribunal de la Seine donosi presudu prema kojoj Courbet mora snositi trošak obnove spomenika Vendômea koji je iznosio oko 320 000 franaka i koji je Courbet trebao isplatiti u 33 godine.
Courbet odlazi u egzil u Švicarsku da bi izbjegao bankrot. Ondje održava svoju posljednju izložbu u svojoj kući na obali Ženevskog jezera 1875. godine. Umire od ciroze jetre 31. prosinca 1877. u krugu obitelji, u Švicarskoj, u dobi od 58 godina. Pokopan je u La-Tour-de-Peilzu, ali mu je tijelo preneseno 1919. godine u rodni Ornans.

## Djelo
Courbetov prkosan i nekonvecionalan pristup bio je daleko od nostalgije za izgubljenom tradicijom o kojoj su sanjali prerafaeliti ili slikari povijesnog slikarstva pompiera (pogrdni naziv za francuske akademske slikare). Njegov realizam u potpunoj slikarskoj ljepoti prikazuje realnost svakidašnjice, nikada deskriptivno niti doslovno. On ostvaruje slikarsku viziju u čvrstoj strukturi, izuzetno dobrim crtežom i u punoj plastici volumena postiže smirenu monumentalnost.
U početku slika zagasitim i gustim namazom (često spatulom), postupno upotrebljava bogatije i toplije tonove smeđe, zelene i modre. Slika realističke kompozicije po motivima iz stvarnosti s temama iz života radnika i seljaka (Žena prosijava žito; Tucači kamena; Pokop u Ornansu). U odabiru prizora je bio svestran, slikao je krajolike južne Francuske, marine, animalističke scene, aktove, portrete i dr. (Marina u Nici; Val; Borba jelena; Kupačice; H. Berlioz). Za njega je priroda bila izravan osjet, imala je sadržaj i fizičku čvrstoću, a oblikovalo ju je svjetlo koje nije sporedan element, već opipljiva struktura same stvarnosti.
Djelomice je utjecao na impresioniste (osobito na Maneta), a sintetiziranjem volumena anticipirao je Cézannea.

### Autoportreti i portreti
Courbetova omiljena slikarska tema u četrdesetim godinama 19. stoljeća bila je tema autoportreta, tema koja zahtijeva smirenost i koncentraciju. Courbet radi niz autoportreta na kojima, za razliku od njegova uzora Rembrandta, slika sebe u različitim pozama, puno puta prerušenog, kao da glumi nekoga drugoga. Na njegovim ranijim djelima najviše se odražava utjecaj romantizma. Na njegovim autoportretima i portretima romantizam se najviše očituje upravo na licima portretiranih osoba, koja uvijek odaju neku vrstu emocija. Osim toga, pozadina na njegovim slikama u velikoj količini odaje romantičarski utjecaj. Naime, Courbet postavlja krajolik kao pozadinu te samu pozadinu "gradi" premazima tamnih tonova boje kojima naglašava tamnu romantičarsku, pomalo sanjarsku atmosferu zahvaljujući kojoj emocije portretiranih osoba dolaze u prvi plan.
Paralelno s autoportretima Courbet 1840-ih slika i niz portreta. Vrlo često je portretirao svoje slavne suvremenike, pripadnike boemskog kruga, svoje poznanike i prijatelje, naručitelje te članove vlastite obitelji. Na njegovim portretima također se očituje romantični utjecaj, međutim ne u tolikoj mjeri koliko na njegovim autoportretima. Na portretu svoje sestre Juliette iz 1844., Courbet temeljito prikazuje detalje na draperijama zastora u kontrastu sa sestrinom haljinom. Pozadini opet dodjeljuje važnu ulogu no ovaj puta cvjetna ornamentika ističe romantičnu sanjivost prikaza. Na Courbetovim portretima Baudelairea i Ansouta više dolazi do izražaja realistični pristup. Naime, na oba portreta portretirani se doimaju kao da nisu svjesni slikareve prisutnosti; čine se kao "uhvaćeni" u jednom momentu svoje svakodnevice – Paul Ansout kako zamišljen sjedi, a Baudelaire obuzet pisanjem. Takav realističniji pristup portretiranju čini njihove portrete nalik današnjim fotografijama; promatrač gotovo može zaboraviti na sam proces nastajanja portreta zbog efekta koji on na kraju ima. Na kasnijim portretima, kao što je na primjer onaj Hectora Berlioza ili Courbetovog oca iz 1865., gubi se svaki trag romantične sanjivosti, pozadina gubi na važnosti i pretvara se u tamnu masu, a do izražaja dolaze samo izraz i crte lica portretiranih u svoj svojoj realnosti.

### Trilogija iz Ornansa
U jesen 1849. Courbet se vraća u Ornans te ondje ostaje do ljeta 1850. U tom periodu nastaju njegova tri velika djela; velika po važnosti za povijest umjetnosti i velika po svojim dimenzijama. To su bili Kamenolomci, Pogreb u Ornansu i Seljaci iz Flageya vraćaju se sa sajma.  Slika Kamenolomci nastaje 1849. godine i to je bio monumentalni prikaz scene iz svakodnevice dvojice siromašnih radnika i ona predstavlja prvu Courbetovu sliku koja "potpuno utjelovljuje njegov programatski realizam."  To je prva slika koja prikazuje jednu, naoko sasvim običnu scenu iz svakodnevice dvojice radnika na jednak način kao da je riječ o historijskom prikazu. Naime, Courbet dvojicu kamenolomaca, koje je uočio kako rade na cesti te ih zamolio da mu poziraju u njegovom ateljeu, slika s jednakom važnosti i ozbiljnosti prikaza jedne značajne povijesne scene. Prikazuje ih u prirodnoj veličini, realno, onakvima kakvi su doista bili. Nažalost, slika Kamenolomci uništena je u vrijeme britanskog bombardiranja Dresdena 1945. godine. Pierre Joseph Proudhon, francuski filozof i sociolog, nazvao je ovu sliku u svom postumno objavljenom djelu Princip umjetnosti i njen smjer u društvu "ikonom seoskog svijeta".
Courbet još nije ni završio Kamenolomce kada je već bio započeo epski Pogreb u Ornansu. Pogreb u Ornansu je također monumentalan prikaz scene iz svakodnevnog života. No, ovoga puta Courbet prikazuje scenu seoskog pogreba kao da prikazuje slavni povijesni događaj. Za dovršenje slike Courbet je pozvao pola sela u svoj atelje da mu pozira, međutim atelje mu je jednostavno bio premalen da u njemu rekonstruira tu epsku scenu. Pogreb u Ornansu prikazuje 50 ljudskih figura s krajolikom i nebom u pozadini, na platnu visokom 3,15 i širokom 6,68 metara, kao da je riječ o povijesnom prikazu vojne bitke, a ne o sceni pogrebu. U prijavi slike za izložbu u Salonu Courbet Pogreb u Ornansu naziva "slikom ljudskih figura, povijesnim dokazom jednog pogreba u Ornansu."
Za vrijeme svog produženog boravljenja u Ornansu Courbet slika i treću važnu sliku, ruralni prikaz preciznog deskriptivnog naslova Seljaci iz Flageya vraćaju se sa sajma. I ovaj puta slika prikazuje događaj iz seoske svakodnevice na epski način. Courbet dočarava scenu vraćanja seljaka sa sajma na slici monumentalnih dimenzija (2,06 x 2,75 m). Članove svoje obitelji stavlja u središte prikaza, portretiravši ih kao seljake koji se s kravama i konjima te svinjom na povezu vraćaju seoskim putem doma. Na sve tri slike dolazi do izražaja ključna ideja realizma, a to je prenošenje čiste istine na platno slike, bez imalo uljepšavanja stvarnosti.
Ova slavna "trilogija" prvo je bila izložena u kapelici u Ornansu, zatim u koncertnoj dvorani u Besançonu te na kraju u kafiću u Dijonu prije no što je poslana u Pariz gdje je bila izložena na Salonu 1850. godine. Reakcija kritičara i javnosti bila je mlaka i suzdržana, no bilo je i pozitivnih reakcija, iako su bile u manjini.

### Pariški Salon, Paviljon realizma iUmjetnikov atelier
Salon de Paris naziv je službene umjetničke izložbene manifestacije Akademije lijepih umjetnosti koja se odvijala u Parizu jedanput ili dvaput godišnje od 1748. do 1890. godine. Salon je bio najvažniji događaj u svijetu umjetnosti u to doba u Francuskoj i izlaganje na Salonu je umjetniku uvelike moglo pomoći u daljnjem uspjehu u karijeri. Sam Courbet je napisao u pismu svome ocu: "Umjetnik može uspjeti samo ako izlaže, a trenutno je jedina izložba koja postoji Salon." Iz toga se vidi u čemu leži značaj Salona te koliko je bilo onda važno Courbetu, ili bilo kojem drugom umjetniku u to doba da njegova djela budu prihvaćena za izlaganje u Salonu. No, to nije bilo jednostavno zbog strogog i konzervativnog žirija koji je odlučivao i birao koja će se od prijavljenih umjetničkih djela izlagati na izložbi Salona. Tako su mu do 1848. prihvaćena tek tri djela za izlaganje na Salonu – Hrvači, Kupačice te Usnula prelja. 1848. godine ukida se konzervativni žiri Salona te Courbetovih svih deset prijavljenih slika ulaze u Salon i od 1848. godine. Courbet redovito izlaže slike na izložbama Salona.
Courbet je u to vrijeme počeo planirati veliku sliku, alegoriju koja bi predstavljala sedam godina njegovog života kao umjetnika. Godine 1855. izložio je sliku naziva Umjetnikov atelier: stvarna alegorija koja sažima sedam godina moga života kao umjetnika kao ključno platno svoje izložbe jednostavnog naziva "Izložba i prodaja 40 slika i 4 crteža iz djela M. Gustavea Courbeta" u Paviljonu realizma. Paviljon realizma bio je u stvari privremena konstrukcija - šator s metalnim okvirom kojeg je Courbet podigao nasuprot drugoj Svjetskoj izložbi  koja se u to vrijeme odvijala u Parizu. Na samoj Svjetskoj izložbi od četrnaest prijavljenih Courbetovih slika, dvanaest ih je bilo izloženo i to među "realističnim" platnima. To je bila veliko priznanje Courbetu kao umjetniku jer je za Svjetsku izložbu gotovo tri četvrtine prijavljenih djela bilo odbijeno zbog nedostatka prostora.
Slika Umjetnikov atelier bila je među Courbetovim odbijenim djelima i upravo tu sliku Courbet postavlja kao središnju sliku svoje izložbe u Paviljonu realizma. Umjetnikov atelier prikazuje slikara – Courbeta u svom ateljeu kako slika pejsaž, okruženog pojedincima iz njegove seoske okoline, Ornansa, s lijeve strane te s poznanicima iz gradskog okruženja, pariške intelektualce te među njima i Baudelairea, s desne strane. Obje skupine likova prikazane su kao da nisu svjesne Courbetove prisutnosti, kao da su u nekom svom svijetu, a ne u slikarovu ateljeu. Jedini koji doživljavaju Courbeta i jedini likovi koji ga promatraju kako slika su mali dječak "koji predstavlja nevino oko"  i naga žena – model koji stoji iza samog slikara te predstavlja Courbetovu muzu – "ogoljelu istinu kao vodeće načelo svoje umjetnosti." Sama monumentalna veličina slike (3,6 x 6 m)  navodi promatrača na važnost slike, ponovo kao da je riječ o povijesnom događaju, a ne o alegoriji. Kompozicija slike također asocira na historijski prikaz; kako navodi Janson, "Courbetova kompozicija pripada tipu Velázquezovih Počasnih gospođica i Goyine Obitelji Karla IV."

### Erotski prizori, mrtve prirode i pejsaži
Courbet je poznat po serijama slika slične tematike i motiva. Osim autoportreta i portreta on niže  genre-scene s prikazima lova, pejsaže, mrtve prirode s cvijećem i voćem te aktove. Na njima se također očituje realističan pristup slikarstvu, a djelomično se mogu uočiti i autobiografski detalji iz Courbetova života.
Umjetnik radi cijeli niz slika vezanih uz lov. Uglavnom su to genre prikazi lova kao što je slika Ulov iz 1866. godine te animalni prikazi šumskih životinja; srna, jelena, zečeva, konja, lovačkih pasa itd., kao na primjer na slici Srne kod potoka Plaisir-Fontaine, također iz 1866. godine.  Nizovi slika sa šumskim scenama lova ne začuđavaju što se tiče odabira teme jer je Courbet bio strastveni lovac te je volio ići u lov u Franche-Comté i u Njemačku. Courbet je i slikanju scena lova pristupio istim načinom kojim je pristupao kada je radio svoju "trilogiju realizma" iz Ornansa – s posebnom pažnjom i važnosti kao da je riječ o historijskim prikazima. Čak je i za genre-scene odabrao monumentalan format platna, što mu je predstavljalo poseban izazov u stvaranju realnosti prikaza. No, kasniji uspjeh tih slika je pokazao da mu je to i uspjelo.
Veoma bliski temama lova i genre-scenama bili su i nizovi slika s prikazima šumskih pejsaža poput Krajolika kod Puit Noira blizu Ornansa iz 1872. godine. No osim šumskih krajolika, Courbet je slikao i veličanstvene prikaze s morskim krajolicima. Vrijeme provedeno na obali Normandije te uz jezera u Švicarskoj potaknulo ga je da oslika nizove s prikazima morskih valova, obala, neba te zalazaka sunca kao što su prikazani na slikama poput Vala iz 1869. godine ili Zalazak sunca na jezeru Leman iz 1874. godine. Brojni Courbetovi prikazi krajolika upravo odražavaju umjetnikove misli: "Ljepota koju priroda pruža je superiorna svim umjetničkim konvencijama. Ljepota je poput istine – ovisi o vremenu u kojem čovjek živi i o pojedincu sposobnom razumjeti je."
Courbet također niže slike s motivom mrtve prirode na kojima realistično prikazuje cvijeće kao, na primjer, na slici Buket cvijeća u vazi iz 1862. ili na Rascvjetaloj grani jabuke iz 1872. godine ili radi prikaze s voćem poput  Mrtve prirode s voćem iz iste godine.
Najkontroverznije Courbetove slike su ipak bile one s prikazima ženskih aktova poput Kupačica iz 1853. godine, Žena s papigom iz 1866. ili San iz iste godine, koji prikazuje krajnje erotiziranu scenu s dvije nage žene što je bio veliki šok za konzervativni ukus šire publike toga vremena. Naime, u vrijeme klasicizma bile su česte alegorijske scene s nagim ženama po uzoru na antičku mitologiju i umjetnost, ali na Courbetovim slikama očito je da se više ne radi o alegorijskom prikazu već o erotskoj slici. No, najveću kontroverzu je izazvala slika Porijeklo svijeta iz 1866. godine koja eksplicitno, bez skrivanja i uljepšavanja prikazuje ženske genitalije. Sliku je Courbet napravio kao narudžbu za turskog diplomata Khalila Beya i slika se svojom posebnom tehnikom i tematikom izdvaja od svih ostalih aktova devetnaestog stoljeća.

### Galerija djela
- Autoportret s crnim psom, 1842.
- Tucači kamena, 1849.
- Pogreb u Ornansu, 1849.
- Dobar dan, gospodine Courbet, 1854.
- Prosijačica žita, 1854.
- Žena s papigom, 1866.
- Srne u divljini, 1867.

## Vanjske poveznice
- Courbetove slike i biografija na CGFA
- Gustave Courbet, Podrijetlo svijeta
- Courbet na znanje.org